# Mapa (pel·lícula)
Mapa és una pel·lícula documental espanyola del 2012 escrita, dirigida i protagonitzada per Elías León Siminiani, i estrenada l'1 de febrer de 2013. Fou rodada durant alguns anys amb un pressupost molt limitat a l'estil de pel·lícula.-diari on el propi Simiani narra en primera persona situacions de la vida quotidiana d'un jove realitzador en el procés de creació de la seva primera gran obra.

## Argument
En una barreja de documental i ficció, mostra com el protagonista i director de la pel·lícula perd alhora el seu treball a televisió i la seva parella. Aleshores decideix escapar viatjant a l'Índia amb la intenció de trobar-se a si mateix, reinventar-se i rodar el seu primer llargmetratge. Però allí descobreix que per tal de solucionar els seus problemes s'hi ha d’enfrontar allà on viu, a Madrid. Tanmateix, quan torna a Madrid no troba les coses com ell esperava.

## Crítiques
| «                          | "Una de les pel·lícules més descarnadament romàntiques que ha donat el cinema espanyol recent, una proposta sincera, impúdica, sense filtres amb l'espectador que esperonarà tantes complicitats com irritacions" | » |
| — Jordi Costa: Fotogramas. | |   |

| «                                           | "Hi ha en tot això, potser, un excés de xerrameca, de discurs metalingüístic (...) Però també una sinceritat inalterable (...) I molta creativitat compositiva (...) Puntuació: ★★★★ (sobre 4)" | » |
| — Jordi Batlle Caminal: Diari La Vanguardia | |   |

| «                                | "Tan brillant, divertida i conscient que no queda una altra que rendir-se al seu irrefutable i festiva claredat." | » |
| — Luis Martínez: Diari El Mundo. | |   |

## Premis
| Any  | Festival                            | Secció                                                |
| ---- | ----------------------------------- | ----------------------------------------------------- |
| 2012 | Festival De Cinema Europeu Sevilla  | Millor Documental Europeu ex aequo                    |
| 2012 | Rec´12 Tarragona                    | Premi de Jurat secció Òpera Prima                     |
| 2012 | Festival Internacional de l'Uruguai | Esment FIPRESCI i Millor pel·lícula Nous Realitzadors |
| 2012 | Premis Goya                         | Millor llargmetratge documental (nominat)             |
| 2013 | Riff                                | Millor documental internacional                       |
| 2013 | Festival Ibaff 2013                 | Premi del Públic                                      |